# 14.º Escuadrón de la RAF (Reino Unido)
El 14.º Escuadrón de la Real Fuerza Aérea británica, utiliza aviones Beechcraft Shadow R1 (modificación del Beechcraft Super King Air), desde la base de la RAF en Waddinton, realizando su función de ISTAR (por sus siglas en inglés, Intelligence, Surveillance, Target Acquisition, and Reconnaissance).

## Historia

### La Primera Guerra Mundial
El 14.º escuadrón de la Royal Flying Corps se formó en el 3 de febrero de 1915 en Shoreham, usando aviones Maurice Farman S.11 y B.E.2 de la Real Fábrica de Aviones, y se marchó después de unos meses de entrenamiento para el Oriente Medio, en noviembre de ese mismo año, para realizar funciones de cooperación con el ejército. En julio de 1916, los aviones del escuadrón se complementaron con un pequeño número de DH1A, cazas de dos asientos, paras tareas de escolta. En noviembre de 1917 el escuadrón fue equipado con aviones R.E.8 de la Real Fábrica de Aviones, para realizar tareas de reconocimiento. Regresó al Reino Unido en enero de 1919 y se disolvió el mes siguiente.

### Entre las dos guerras
El 1 de febrero de 1920 el escuadrón fue reactivado en Ramla por renumeración como el 111.º Escuadrón. El escuadrón utilizó aviones Bristol Fighters, en diversas tareas como fotos topográficas y policía aéreo. El escuadrón patrullaría Transjordania y Palestina durante los siguientes 20 años, durante el cual obtendría su lema árabe. Cuando la Segunda Guerra Mundial estalló, el escuadrón se trasladó a Egipto, pero pronto regresó a Amán.

### La Segunda Guerra Mundial
En septiembre de 1940, el escuadrón volaría aviones Bristol Blenheim, los cuales fueron empleados en misiones de bombardeo sobre el Desierto Occidental. Aviones Martin B-26 Marauder se recibieron en 1942, y fueron utilizados en bombardeos, colocación de minas y misiones de reconocimiento marítimo. En marzo de 1943, comenzó a realizar misiones antisubmarinas en Argelia antes de regresar al Reino Unido en octubre de 1944.
En su regreso al Reino Unido, el escuadrón se asentó en la base de la RAF en Chivenor, y llevó a cabo misiones antisubmarinas, usando aviones Vickers Wellington Mk.XIVs. El escuadrón se disolvió nuevamente el 1 de junio de 1945, pero volvió a nacer el mismo día, cuando el 143.º Escuadrón fue renumerado. Escuadrón 143 se asentaba en la base de Banff, Aberdeenshire y utilizaban aviones De Havilland Mosquito Mk.VI. Sin embargo, esta reenumeración tendría poca duración, debido a que el escuadrón se disolvió el 31 de marzo de 1946.

### Con la Royal Air Force de Alemania
La disolución no duró mucho tiempo; al día siguiente el 128.º Escuadrón, que operaba con aviones Mosquito B.16 en la base de la RAF en Wahn, Alemania, pasó a ser el 14.º escuadrón. En diciembre de 1947 los Mosquitos B.16 fueron reemplazados por la variante del Mosquito B.35. El escuadrón se trasladó a la base de la RAF en Celle en septiembre de 1949, pero esta fue de corto tiempo, ya que se trasladó de nuevo en noviembre de 1950, esta vez a la base de la RAF en Fassberg. En 1951, el escuadrón recibió aviones Vampire FB.5s para sustituir a los Mosquitos, mientras que en el año 1953 los Vampire cedieron su lugar a los Venom FB.1s. El escuadrón pasó a realizar funciones de combates diurnos, al recibir aviones Hunter F.4s en 1955, asentado en la base de la RAF en Oldenburg, donde permaneció dos años antes de mudarse a la base de Ahlhorn . El escuadrón usaron estos cazas hasta el 17 de diciembre de 1962, cuando la unidad fue disuelta en la base de Gutersloh. El mismo día, sin embargo, el 88.º Escuadrón pasó a ser el 14.º escuadrón, volando aviones Canberra B(I).8s en la base de Wildenrath, hasta su disolución el 30 de junio de 1970.
Ese mismo 30 de junio de 1970 la escuadrilla fue reformada en la base de la RAf en Bruggen, operando aviones Phantom FGR.2 hasta abril de 1975, cuando fueron reemplazados con los SEPECAT Jaguar. A partir de 1976 su papel en la base de Bruggen, asignado para el SACEUR (por sus siglas en inglés Supreme Allied Commander Europe), desarrolló tareas de apoyo al ejército terrestre en Europa, y más tarde, su función fue el transporte de armas nucleares tácticas. Los doce Jaguers del escuadrón sufrieron una disminución de un tercio de su fuerza, dejando lo suficiente como para transportar ocho bombas nucleares WE.177. A partir de 1986, el escuadrón de doce Jaguars fueron reemplazados por doce Tornado GR.1, para su uso en un papel similar. Los Tornados eran capaces de llevar dos bombas nucleares WE.177. Se cree que el 14.º escuadrón fue relevado de su papel nuclear en 1994, el último año del que se dispone de información, a pesar de la RAF mantenía algunos bombas WE.177 hasta 1998.

### Regreso a Medio Oriente
En agosto de 1990, el escuadrón fue enviado a Baréin, en respuesta a la invasión iraquí de Kuwait como parte de Operación Granby, junto con otros dos escuadrones de Bruggen, el 9° y el 31°.

### Actualidad
La escuadra regresó al Reino Unido en enero de 2001. Funcionó a partir de la base de la RAF en Lossiemouth, llevar a cabo tareas de bombardeos de precisión mediante el uso del sistema TIALD, hasta que se disolvió el 1 de junio de 2011. El escuadrón fue reactivado el 14 de octubre de 2011 en la base de la RAF en Waddington, operando aviones Beechcraft Shadow R1 con anterioridad al 5.º Escuadrón.

## Aviones utilizados
- B.E.2c: 1915-1917
- D.H.1A: 1916-1917 (for escort work with B.E.2)
- R.E.8: 1917-1918
- Bristol Fighter: 1920-1930s
- De Havilland D.H.9A: 1924-1929
- Fairey IIIF: 1929-1932
- Fairey Gordon: 1932
- Wellesley Mk.I: 1938-1940
- Blenheim Mk.IV: 1940-1942
- Marauder Mk.I: 1942-1944
- Wellington Mk.XIV: 1944-1945
- Mosquito Mk.VI/B.16/B.35: 1945-1951
- Vampire FB.5: 1951-1955
- Venom FB.1: 1953-1955
- Hunter F.4/F.6: 1955-1962
- Canberra B(I).8: 1962-1970
- Phantom FGR.2: 1970-1975
- Sepecat Jaguar GR.1: 1975-1985
- Tornado GR.1/GR.1A: 1985-2004
- Tornado GR.4: 2004–2011
- Beechcraft Shadow R1: 2011-presente